# Lebor na hUidre
Lebor na hUidre ['Lʴevor na 'hiðʴrʴe] („Das Buch der Falben Kuh“) ist der Name der ältesten erhaltenen Sammelhandschrift in altirischer Sprache, die um 1100 n. Chr. im Kloster Clonmacnoise entstand.

## Legende
Der Name wurde dem Werk nach der Farbe und dem Material des Einbandes und der Textblätter gegeben. Folgende Legende wird dazu erzählt: Aus dem elterlichen Hof war dem heiligen Ciarán eine Kuh nachgelaufen, als er sich als Schüler zum heiligen Finnian von Clonard begab. Mit ihrer Milch ernährte sie ihn bis zu ihrem Tod. Als Ciarán dann Clonmacnoise gründete, wurde die dunkle Haut der Kuh wie eine Reliquie behandelt – wer auf ihr starb, kam sofort in den Himmel. Der mythische Ulster-Held Fergus mac Róich erschien eines Tages Ciarán, um ihm die Táin Bó Cuailnge („Der Rinderraub von Cooley“) zu erzählen und Ciarán schrieb dies auf der Kuhhaut nieder.

## Werksgeschichte
Einer der zwei Mönche, die das Buch wirklich verfassten, Mæl-Muire mac Célechair [mail 'muir'e mak 'k'eːl'exir'] („Diener der Maria, Célechars Sohn“), wurde nach einem Bericht in den sogenannten Annalen der Vier Meister 1106 von Räubern in der Klosterkirche ermordet. Deshalb lassen sich die ältesten Abschnitte des Manuskriptes auf die Zeit um 1100 datieren. Später wurde von Nachbearbeitern das Werk verändert, neue Kapitel hinzugefügt und alte entfernt. In diesem ältesten erhaltenen Sammelbuch ist die Táin Bó Cuailnge als wichtigste Sage enthalten. Die 67 Pergamentblätter werden heute im Irischen Nationalmuseum als wichtigste Handschrift aus den Bibliotheks-Beständen der Royal Irish Academy aufbewahrt. Seit 1844 ist sie in deren Besitz, ein Facsimile-Druck von 1870 wurde zum wichtigsten Studienobjekt der frühen Keltologie.

## Inhalt (auszugsweise)
Ursprünglich enthaltene Erzählungen:
- Táin Bó Cuailnge – der Krieg zwischen Ulster und Connacht
- Lebor Bretnach – irische Übersetzung der Historia Brittonum
- Amra Choluim Chille – Gedicht auf den Klostergründer Columban von Iona (Colum Cille)
- Scél Tuain meic Chairill – Geschichte Tuans, des längstlebenden mythischen Iren
- Mesca Ulad  die Trunkenheit der Krieger von Ulster
- Immram Curaig Maíle Dúin – Mael Dúins Reise zu einigen mythischen Inseln
- Togail Bruidne Da Derga – Königsherrschaft und Untergang Conaire Mórs
- Fled Bricrenn – Streit um den Ehrenplatz beim Fest zwischen Ulsters Helden
- Echtrae Chonnlai – Conn Cétchathachs Sohn Connla und seine Liebe zu einer Fee
- Immram Brain – Bran mac Febails mythische Reise zur Insel der Frauen
- Tochmarc Emire – Cú Chulainns Werbung um Emer
- Compert Con Chulainn – Geburt von Setanta/Cú Chulainn
- Tochmarc Étaíne – Fuamnachs Rache an ihrer Nebenbuhlerin Étaín
- Compert Mongáin ocus sere Duibe Lacha do Mongán – Mongáns Zeugung und Mongáns Liebe zu Dub Lacha

Eine der später eingefügten Erzählungen:
- Serglige Con Chulainn ocus oenét Emire – Cú Chulainns Liebeskrankheit und der Ehebruch mit Fand